# NGC 7621
NGC 7621 ist eine Galaxie vom Hubble-Typ S im Sternbild Pegasus am Nordsternhimmel, die schätzungsweise 178 Millionen Lichtjahre von der Milchstraße entfernt ist.
Entdeckt wurde das Objekt am 25. November 1864 von Albert Marth.